# James Foulis

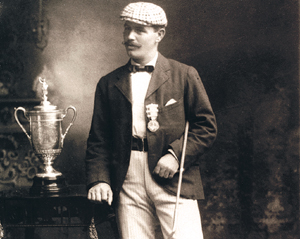
James Foulis med US Open-pokalen där han bär segermedaljen

James "Jim" Foulis (1870-1928) var en skotskfödd professionell golfspelare.
Foulis föddes i golfens hemstad St Andrews i Skottland. Hans far var förman på Tom Morris Sr:s golfaffär och klubbindustri och Foulis arbetade ibland i butiken. 1895 reste han till USA och fick jobb som klubbprofessional på Chicago Golf Club som hade den första 18-hålsbanan i USA. Han var den första professionella spelaren i västra USA.
Han var en av elva spelare som deltog i den första upplagan av US Open 1895 där han kom trea. 1896 representerade han Chicago Golf Club då han vann tävlingen på Shinnecock Hills Golf Club på Long Island och segersumman var 200 dollar. Han var hjälpt av det faktum att den dubble The Open Championship-vinnaren Willie Park Jr som var favorittippad inte han fram till tävlingen i tid efter sin resa till USA på grund av att båten var försenad. 1897 spelades tävlingen på Foulis hemmabana och han kom då trea.
Den viktigaste delen i Foulis spel var hans drive. Det sägs att hans utslag ofta var längre än 270 meter trots att klubborna inte var så utvecklade på den tiden. Han fortsatte att tävla i US Open fram till 1906 men han vann aldrig den tävlingen mer igen.
James Foulis och hans bror Dave drev en golfbutik på Chicago Golf Club och de hade stor del i utvecklingen av golfutrustningar. De utvecklade förebilden för Coburn Haskells gummilindade golfboll. Som svar på efterfrågan på den nya bollen utvecklade de en mashie-niblick, den moderna järnsjuan, som tekniskt låg mellan mashie (järnfemma) och niblick (järnnia) och de tog patent på designen. Jim Foulis arbetade även som banarkitekt och han designade de första golfbanorna i många städer i mellanvästern.
Foulis hade fyra bröder som alla flyttade till USA. Robert och Dave var också golfproffs, Simpson var en duktig amatörgolfare och John var en bollexpert som arbetade som ekonom på Chicago Golf Club från 1901 fram till sin oväntade död 1907. Alla bröder begravdes på Wheatons kyrkogård intill to Chicago Golf Club.
| Majorsegrare genom tiderna                                                                                     |                |              |              |                  |
| 200 olika spelare har vunnit i herrarnas majortävlingar. James Foulis var den 21:a spelaren som vann en major. |                |              |              |                  |
| 1:a | 20:e           | 21:a         | 22:a         | 200:e            |
| Willie Park Sr                                                                                                 | Horace Rawlins | James Foulis | Harry Vardon | Louis Oosthuizen |
| Lista över golfens majorsegrare                                                                                |                |              |              |                  |